# L'ussaro sul tetto (romanzo)
L'ussaro sul tetto (titolo originale: Le Hussard sur le toit) è un romanzo d'avventura di Jean Giono, pubblicato nel 1951 da Gallimard.

## Ciclo dell'Ussaro
Il romanzo fa parte del "Ciclo dell'Ussaro", composto dalle opere seguenti (nell'ordine in cui sono state scritte):
- La fine degli eroi (Les Récits de la demi-brigade - 1972) (ne fa parte perché vi appaiono alcuni dei personaggi dell'Ussaro)
- Angelo (Angelo - 1958)
- Morte d'un personaggio (Mort d'un personnage - 1949)
- L'ussaro sul tetto (L'Hussard sul le toit - 1951)
- Una pazza felicità (Le Bonheur fou - 1957)

Per motivi di coerenza cronologica, questi romanzi non sono stati pubblicati in questo ordine: l'Ussaro apparve per primo.

## Trama
Verso il 1832, Angelo Pardi, un giovane aristocratico carbonaro italiano e colonnello degli Ussari, deve fuggire dal nativo Piemonte dopo aver ucciso in duello un ufficiale austriaco, il barone Schwartz, per proteggere la sua causa. Angelo attraversa il confine con la Francia ed arriva in una torrida Provenza, in piena epidemia di colera, con l'incarico di trovare Giuseppe - suo amico, fratello adottivo e anch'esso carbonaro - che vive a Manosque. Angelo arriva in città, ma questa è piagata dall'epidemia. Accusato di aver avvelenato le fontane dal popolo terrorizzato, si rifugia sui tetti della città, da dove inizia le sue esplorazioni nelle case deserte. In una di queste spedizioni incontra una giovane aristocratica, Pauline de Theus, che lo accoglie senza paura nonostante il contagio, lo sfama e lo disseta.
Scendendo dai tetti, viene arruolato da una suora che ha bisogno di aiuto per lavare i morti e ridargli dignità. Viene così a stretto contatto con l'orrore della malattia e la disperazione dei vivi, ma rispetta orgogliosamente il suo compito "perfettamente inutile", anche in ricordo del "piccolo francese", un giovane medico che tentava disperatamente di salvare tutti i pazienti che gli morivano tra le braccia e che Angelo ha cercato invano di strappare anch'esso alla morte poco prima di arrivare in città. Per contrastare l'infezione, le autorità fanno evacuare la città in direzione delle colline circostanti. Qui Angelo ritrova Giuseppe, ma le devastazioni del colera ed i pericoli della loro vita di cospiratori li costringono a fuggire e a darsi appuntamento in montagna a Sainte-Colombe, vicino alla Drôme, una zona semidesertica. Ma il paese è completamente circondato dall'esercito. Davanti ad uno sbarramento, Angelo ritrova Pauline de Theus che sta cercando di raggiungere suo marito vicino a Gap ed insieme riescono ad attraversare la barricata osservando con attenzione un punto non presidiato.
I due giovani viaggiano insieme per alcuni giorni e si conoscono a vicenda, dormendo sotto le stelle; Angelo protegge Pauline e lei gli dà motivo di essere vivo. Successivamente vengono fermati da un drappello di dragoni, ma se ne liberano con un piccolo combattimento in cui la giovane donna dà prova di un coraggio esemplare. Angelo è soddisfatto del fatto che lei mostri una notevole presenza di spirito. Dopo una lunga fuga, esausti, passano ancora una notte all'aperto, poi in un casolare isolato. Ma i soldati sono ovunque: i due viaggiatori cadono in un'imboscata presso un villaggio, vengono arrestati e messi in quarantena nel castello di Vaumeilh, da dove però riescono facilmente a fuggire ed a riprendere il loro viaggio.
L'indomani trovano una grande dimora vuota e, dopo averne scoperto la cantina intatta, bevono e si abbandonano alle confidenze: Angelo parla di sua madre, una duchessa italiana molto romantica e rivoluzionaria, e Pauline della sua infanzia e di suo marito, che lei ama veramente nonostante sia di quarant'anni più vecchio di lei. Angelo dorme alla sua porta per proteggerla. Il giorno seguente dovrebbe segnare la fine delle loro peripezie, ed il colera sembra oramai lontano. Così si lasciano andare e dimenticano le severe regole che sono state necessarie per evitare il contagio, e condividono un pasto con un enigmatico medico/filosofo che li ha accolti nella sua casa durante una tempesta. Poche ore dopo, Pauline crolla a terra vomitando quel "budino di riso" che Giono si è divertito di aggiungere ai sintomi del vero colera. Angelo la cura teneramente per tutta la notte, con disperato accanimento, e miracolosamente riesce a salvarla. L'indomani li trova trasformati: quella notte è stata in qualche modo il compimento di un insolito amore, impossibile ed inevitabile.
Ma Angelo è fiero del suo stato aristocratico e Pauline non può comportarsi come una borghese adultera, quindi la loro relazione rimane platonica. Angelo accompagna quindi Pauline verso suo marito, e riparte per l'Italia, per compiere la sua rivoluzione.

## Analisi
(Carlo Bo)

### Titolo
Il titolo si riferisce al grado militare del protagonista, colonnello degli Ussari del Re di Sardegna, il corpo scelto della cavalleria leggera.

### Il colera di Giono
Nella realtà, il colera non si manifesta così violentemente come viene descritto nel libro (una malattia spaventosa e terrificante, che non perdona e dà la morte in molti modi atroci), né con gli stessi sintomi (che lo scrittore ha voluto amplificare in modo grottesco) anche se epidemie di questa malattia hanno realmente colpito la regione proprio in quel periodo. Inoltre, Angelo ha molteplici e pericolosi contatti con dei malati, ma nonostante ciò non viene mai contagiato, ed anche gli altri personaggi non vengono colpiti dal colera in modo realistico.
In effetti, il colera di Giono è in realtà un simbolo. Il colera permette di mettere in evidenza l'egoismo, l'odio, la paura, la passività: i personaggi che hanno queste caratteristiche prendono il colera. Angelo, che disprezza la malattia, non ne viene colpito. Ad esempio, è la paura del colera che uccide, più che il colera in sé. In un'intervista, Giono stesso spiegò:
(Jean Giono)
Così, mettere una persona di fronte al colera, una prova inaspettata e del tutto fuori dalla quotidianità, permette di vedere chi essa sia realmente.

## Adattamenti

### Cinema
Dal romanzo è stato tratto il film omonimo del 1995, diretto da Jean-Paul Rappeneau.

## Edizioni italiane
- L'ussaro sul tetto, traduzione di Liliana Magrini, Collezione Medusa n.449, Milano, Mondadori, 1961,  p. 480.
- L'ussaro sul tetto, traduzione di L. Magrini, Collana La piazza universale, Torino, Fògola, 1976.
- L'ussaro sul tetto, traduzione di L. Magrini, Postfazione di Daria Galateria, Collana Narratori della Fenice, Milano, Guanda, 1995-2020. - Milano, TEA, 1998; Collana Scrittori di tutto il mondo, Milano, Corbaccio, 2001.